# 1820
1820 (số La Mã: MDCCCXX) là một năm nhuận bắt đầu vào thứ Bảy trong lịch Gregory.

## Sự kiện
- Nguyễn Phúc Đảm lên ngôi hoàng đế, lấy hiệu là Minh Mạng (m. 1840).
- Vua Gia Khánh nhà Thanh băng hà, hoàng tử Miên Ninh nối ngôi lấy hiệu là Đạo Quang.

## Sinh
- 3 tháng 2 – Nguyễn Phúc Miên Trinh, tước phong Tuy Lý vương, hoàng tử con vua Minh Mạng nhà Nguyễn (m. 1897).
- 30 tháng 5 – Nguyễn Phúc Miên Bảo, tước phong Tương An Quận vương, hoàng tử con vua Minh Mạng (m. 1854).
- 11 tháng 7 – Nguyễn Phúc Miên Trữ, tước phong Tuân Quốc công, hoàng tử con vua Minh Mạng (m. 1890).
- 20 tháng 8 – Nguyễn Phúc Đoan Thuận, phong hiệu Định Mỹ Công chúa, công chúa con vua Minh Mạng (m. 1854).
- 28 tháng 11 – Friedrich Engels, nhà triết học Đức, người đồng sáng lập nên chủ nghĩa cộng sản lãnh tụ của giai cấp vô sản thế giới.
- A Cổ Bách, thủ lĩnh Kashgar (m. 1877).

## Mất
- Đại thi hào Nguyễn Du (s. 1766).
- 3 tháng 2 – Vua Gia Long, hoàng đế đầu tiên của nhà Nguyễn (s. 1762).